# Centemopsis trichotoma
Centemopsis trichotoma är en amarantväxtart som beskrevs av Karl Suessenguth. Centemopsis trichotoma ingår i släktet Centemopsis och familjen amarantväxter. Inga underarter finns listade i Catalogue of Life.